# L'Aigle solitaire (film, 1954)
Pour les articles homonymes, voir L'Aigle solitaire.
L'Aigle solitaire (Drum Beat) est un film américain réalisé par Delmer Daves et sorti en 1954.

## Synopsis
Le Capitaine Jack (Charles Bronson), redoutable chef modoc, fait régner la terreur dans l'Oregon des années 1870. Washington envoie un pacificateur sur place, Johnny MacKay (Alan Ladd).

## Fiche technique
- Titre : L'Aigle solitaire
- Titre original : Drum Beat
- Réalisation : Delmer Daves
- Réalisateur deuxième équipe : John Waters
- Assistant réalisateur : William Kissel
- Scénario : Delmer Daves, d'après son histoire
- Chefs-opérateurs : J. Peverell Marley et, pour la deuxième équipe : Sid Hickox
- Musique : Victor Young
- Montage : Clarence Kolster
- Décors : William L. Kuehl
- Direction artistique : Léo K. Kuter
- Costumes : Moss Mabry
- Son : C.A. Riggs
- Maquillage : Gordon Bau
- Producteurs : Delmer Daves et Alan Ladd pour Jaguar Productions et Ladd Enterprises
- Distribution aux États-Unis et en France : Warner Bros Pictures
- Genre : Western
- Durée : 111 minutes
- Date de sortie : 
  - États-Unis :  10 novembre 1954

## Distribution
- Alan Ladd (VF : Maurice Dorléac) : Johnny MacKay
- Audrey Dalton (VF : Renée Simonot) : Nancy Meek
- Marisa Pavan (VF : Françoise Gaudray) : Toby
- Robert Keith (VF : Jean Clarieux) : Bill Satterwhite
- Rodolfo Acosta : Scarface Charlie
- Charles Bronson (VF : Ulric Guttinguer) : Capitaine Jack
- Warner Anderson (VF : Serge Nadaud) : Le général Edward Canby
- Elisha Cook Jr. (VF : Pierre Leproux) : Blaine Crackel
- Anthony Caruso (VF : René Arrieu) : Manok
- Richard Gaines (VF : Gérard Férat) : Dr Thomas
- Hayden Rorke (VF : René Blancard) : Ulysses S. Grant
- Frank DeKova (VF : Jean-François Laley) : Modoc Jim
- Frank Ferguson (VF : Georges Hubert) : M. Dyar
- Peter Hansen : Lieutenant Goodsall
- Willis Bouchey (VF : Claude Bertrand) : Général Gilliam
- Strother Martin : Scotty
- Edgar Stehli (VF : Camille Guérini) : Jesse Grant
- Perry Lopez (VF : Jacques Thébault) : Bogus Charlie
- Peggy Converse (VF : Hélène Tossy) : Mme Ulysses S. Grant

Acteurs non-crédités :
- Rico Alaniz : Le sorcier
- Dan Borzage : Un soldat
- Oliver Blake : Le prêtre
- Frank Gerstle : un officier auprès de Grant
- Pat Lawless : O'Brien
- Victor Millan : un Indien
- Carole Nugent : Nellie Grant
- Denver Pyle : Fairchild
- Richard Hale (VF : Pierre Morin) : Le général Sherman
- Arthur Space : le médecin militaire

## Autour du film
- Le tournage du film se déroula principalement en Arizona, aux alentours de Sedona.
- Des extraits de ce film sont utilisés dans La Classe américaine, de Michel Hazanavicius.